# Weisenau
Mainz-Weisenau est un quartier de la ville de Mayence, capitale du Land de Rhénanie-Palatinat.

## Géographie
Weisenau, avec environ 15 000 habitants est située au sud-est de la ville, sur la rive occidentale du Rhin et fait face à l'île de Bleiaue et Ginsheim-Gustavsburg. Sa position géographique est de 49° 58' 50’’ latitude nord et de 08° 16' 0’’ longitude est.
L'altitude du centre quartier au niveau du Rhin est de 85 mètres.
Le point le plus élevé se trouve à 130 mètres d'altitude.
| vieille ville de Mayence | Mainz-Kostheim   | Mainz-Gustavsburg |
| Mainz-Oberstadt          |                  | Ginsheim          |
| Mainz-Marienborn         | Mainz-Hechtsheim | Mainz-Laubenheim  |

## Histoire
Il existait à Mayence-Weisenau un camp militaire romain avec des troupes auxiliaires (Auxiliarlager) pour le camp de légionnaires sur le Kästrich (du latin castrum = camp) à Mayence. Les militaires de Mayence (Mogontiacum) étaient approvisionnés par une conduite d'eau venant de Finthen (→ Aqueduc de Mayence), tandis que Weisenau puisait l'eau dans des sources et ruisseaux naturels. Pendant une courte période, le camp de Weisenau était également occupé par au moins une légion. Le camp d'auxiliaires fut abandonné à la fin du 1er siècle après J.-C., laissant derrière lui la population celte, qui y avait déjà un établissement avant l'occupation romaine, et des artisans romains, notamment des potiers, qui y exploitaient plusieurs poteries à une échelle presque industrielle. Après l'effondrement du limes, Mayence, et donc Weisenau, redevint une ligne de front. Mayence était et était fortifiée, Weisenau était et restait une petite colonie celtique romanisée en dehors de Mayence.
De nombreuses découvertes - en particulier des tombes et des ensembles funéraires romains et celtes, des pierres tombales avec des inscriptions, des poteries romaines, des pièces de monnaie et des récipients romains - montrent que la population celte romanisée et les fonctionnaires romains, les agriculteurs dans leurs villae rusticae et également d'autres populations civiles ont vécu ici jusqu'à la fin de l'occupation romaine. La pierre tombale de Blussus et des Menimane, une pierre tombale romaine trouvée ici en 1848 et fabriquée vers l'an 50, en est un exemple prominent.

### Weisenau et la France
En octobre 1792, Adam Philippe de Custine, à la tête de l'Armée des Vosges, envahit l'Électorat de Mayence et aborde les faubourgs de Mayence : dans la nuit du 18 octobre, l'avant-garde du général Jean Nicolas Houchard arrive à Weisenau, provoquant bientôt la reddition de la ville de Mayence, abandonnée par ses défenseurs et une bonne partie de sa population.
La ville est alors occupée par les forces de la révolution. Elle fera ensuite l'objet de plusieurs occupations, par les Français et les coalisés.
En 1795, les autrichiens défont le blocus français en abordant près de Weisenhau, mettant en déroute l'aile droite du dispositif de siège.
En 1797, République cisrhénane.

### Époque moderne
Weisenau a été partiellement détruite dans les bombardements, surtout les 19 octobre 1944, 1er et 27 février 1945. En 1986, le quartier a célébré son sept-centième anniversaire.

## Vie politique locale
Aux élections locales de 2024, le SPD a conservé la première place. Ralf Kehrein, président du conseil et maire de quartier (Ortsvorsteher) depuis 2009, reste donc en place pour cinq nouvelles années.
Depuis ces élections locales de 2024, la répartition des sièges au conseil de quartier (Ortsbeirat) est la suivante :
- SPD (4 sièges)
- CDU (3 sièges)
- GRÜNE (3 sièges)
- ÖDP (1 siège)
- AfD (1 siège)
- FDP (1 siège)

## Architecture

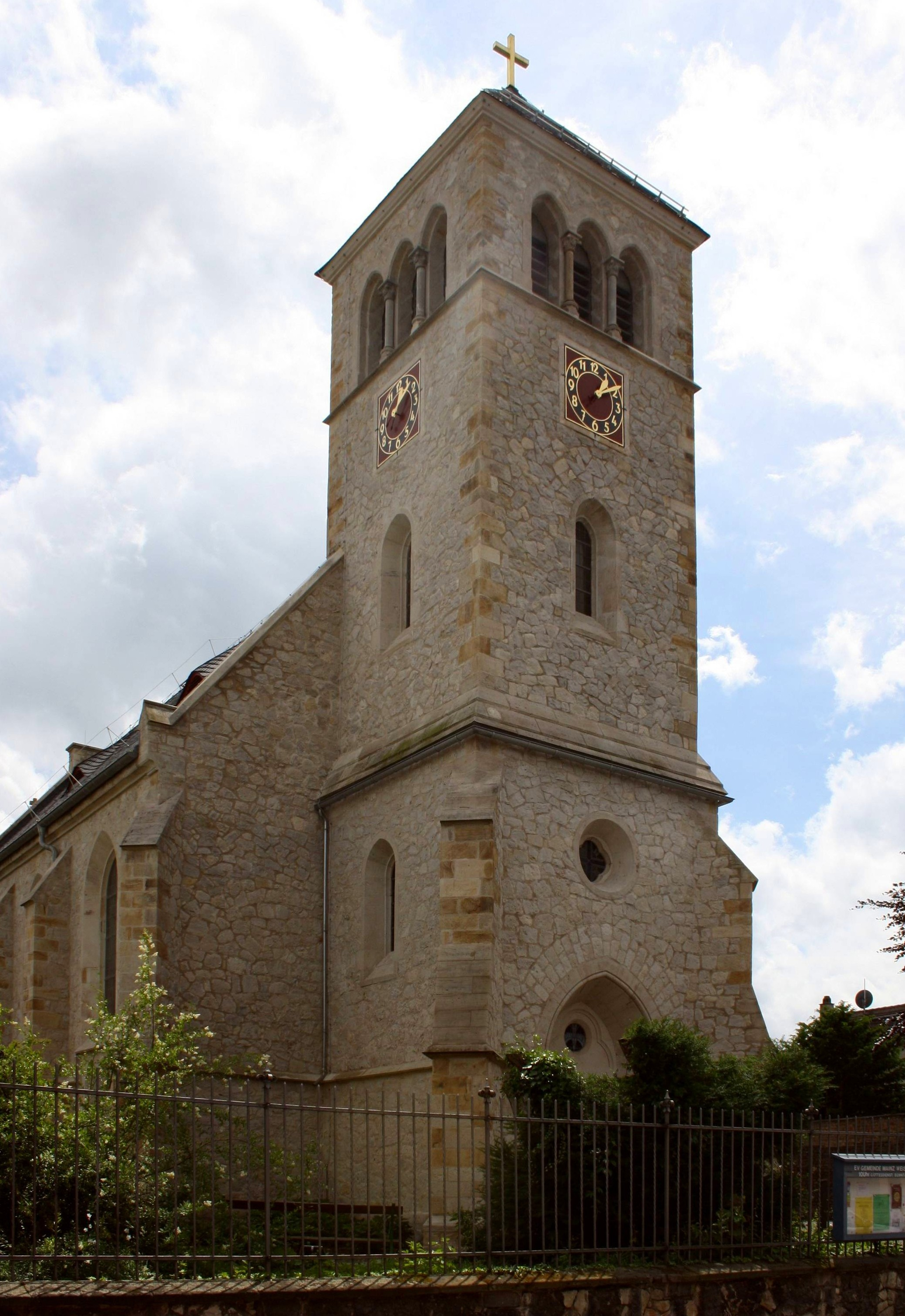
Église évangélique Gustav-Adolf

- Église évangélique (Hopfengartenstraße, au croisement de August-Herber-Straße) depuis 1896
- Chapelle du nouveau cimetière (Heiligkreuzweg, au croisement de Portlandstraße)
- Église catholique
- Synagogue de Weisenau (de)
- Collégiale Saint-Victor devant Mayence des environs de l'an 1000 jusqu'en 1552 (destruction par Albert II Alcibiade de Brandebourg-Kulmbach)
- Wormser Straße 15 (bâtiment des XVIIe - XVIIIe siècles)
- Mémorial dans le vieux cimetière (inauguré en 1926)
- Hôtel Quartier 65, catalogué dans la Liste des 100 meilleurs Design-Hotels en Europe

## Personnalités
- Alois Plum, peintre, dessinateur et décorateur d'intérieur d’un milieu ecclésiastique